# مونت بيليرين
مونت بيليرين (بالإنجليزية: Mont Pèlerin)‏ هو أحد جبال سلسلة جبال الألب البرنية ويقع في كانتون فود في سويسرا. يحتل المرتبة رقم 441 في قائمة جبال سويسرا من حيث الارتفاع، إذ يبلغ ارتفاعه حوالي 1080 متر، بينما يبلغ ارتفاع نتوء الجبل 327 متر.